# Östersjön (Degerfors socken, Västerbotten)
Östersjön är en sjö i Vindelns kommun i Västerbotten och ingår i Umeälvens huvudavrinningsområde. Sjön har en area på 1,62 kvadratkilometer och ligger 210,2 meter över havet. Sjön avvattnas av vattendraget Pyttbäcken (Galtsjöbäcken).

## Delavrinningsområde
Östersjön ingår i det delavrinningsområde (714465-166806) som SMHI kallar för Utloppet av Östersjön. Medelhöjden är 246 meter över havet och ytan är 14,13 kvadratkilometer. Räknas de 2 avrinningsområdena uppströms in blir den ackumulerade arean 43,17 kvadratkilometer. Pyttbäcken (Galtsjöbäcken) som avvattnar avrinningsområdet har biflödesordning 3, vilket innebär att vattnet flödar genom totalt 3 vattendrag innan det når havet efter 127 kilometer. Avrinningsområdet består mestadels av skog (72 procent). Avrinningsområdet har 1,95 kvadratkilometer vattenytor vilket ger det en sjöprocent på 13,8 procent.